# Seznam slovaških astronomov
Seznam slovaških astronomov.

## A
- Milan Antal

## B
- Ulrika Babiaková
- Antonín Bečvář (1901 – 1965)
- Ladislav Brožek

## G
- Štefan Gajdoš
- Adrián Galád

## H
- Maximilian Hell

## K
- Dušan Kalmančok
- Peter Kolény
- Leonard Kornoš
- Ľubor Kresák (1927 – 1994)
- Peter Kušnirák (1974 - )

## P
- Ľudmila Pajdušáková (1916 – 1979)
- Alexander Pravda

## Š
- Milan Rastislav Štefánik

## T
- Juraj Tóth

## V
- Tomáš Vorobjov